# Jasna Tošković
Jasna Tošković, née le 16 mars 1989 à Ivangrad en RFS de Yougoslavie, est une handballeuse monténégrine évoluant au poste d'arrière droite.
Elle évolue également en équipe du Monténégro avec laquelle elle a été championne d'Europe en 2012 et médaillée d'argent aux Jeux olympiques d'été de 2012 à Londres.

## Parcours
- ŽRK Budućnost Podgorica : avant 2008
- ŽRK Naisa Niš : de 2008 à 2011
- Békéscsabai Előre : de 2011 à 2012
- Issy Paris Hand : de 2012 à 2013
- Le Havre AC Handball : de 2013 à 2014
- HCM Roman : de 2014 à 2018
- CS Măgura Cisnădie : depuis 2018

## Palmarès

### Club
compétitions internationales
- finaliste de la Coupe d'Europe des Vainqueurs de Coupe (1) : 2013

compétitions nationales
- Champion du Monténégro (?) : 2007 ?, 2008
- Coupe du Monténégro (?) : 2007  ?, 2008
- Vice-Champion de Serbie (1) : 2009
- Vainqueur de la Coupe de la Ligue (1) :  2013

### Équipe nationale
- Médaillée d'argent aux Jeux olympiques d'été de 2012 à Londres ( Royaume-Uni).
- Championne d'Europe au Championnat d'Europe de handball féminin 2012 en Serbie.